# Pangasius humeralis
Pangasius humeralis és una espècie de peix de la família dels pangàsids i de l'ordre dels siluriformes.

## Morfologia
Els mascles poden assolir els 38,9 cm de llargària total.

## Distribució geogràfica
Es troba a Àsia: oest de Borneo.